# Аутоматика
Аутоматика (контролно инжењерство) је грана науке и технике која се бави принципима и теоријом аутоматских контролних система и уређаја, који извршавају задатке без непосредног учешћа човјека.
Обухвата више примијењених дисциплина, као што су теорија оптималних система, теорија коначних аутомата, теорија поузданости и друге. Ово је све потребно за успјешно пројектовање, прорачун и реализацију разних аутоматских система. Теорија елемената аутоматике и теорија аутоматског управљања су чврсто повезане и само као цјелина служе за практично остварење аутоматских система.
За разлику од кибернетике, која проучава само информационе или ацикличке аутоматске системе, аутоматика проучава и цикличке и детерминисане аутоматске системе (види Аутоматско управљање).

## Елементи аутоматике
Систем аутоматског управљања (САУ) се састоји од разних елемената који врше самосталне функције. Према основним функцијама, могу се сврстати у сензоре, међуелементе и извршне органе.
Сензор (давач, детектор, осјетило) је основни елемент сваког САУ. Он непрекидно мјери стварну вриједност управљаног параметра. Затим даје вриједност компаратору (упоређивачу) који упоређује измјерену и референтну (жељену) вриједност величине и даје сигнал грешке, пропорционалан разлици истих. У примјеру на слици, потенциометар је сензор позиције кормила. Компаратор је операциони појачавач спојен као компаратор (излаз је разлика напона на инвертујућем и неинвертујућем улазу).
Међуелемент је систем којим се информације од сензора појачавају или доводе у подесан облик за управљање извршним органом. Може бити дио канала везе (пријемник, предајник, кодер, декодер), појачавач, трансформатор и тако даље. На слици, међуелемент је појачавач снаге.
Извршни орган дјелује на процес којим се управља на основу сигнала од међуелемента. Може бити мотор, електрични, хидраулични, пнеуматски, комбиновани, електромагнет, цилиндар с клипом и тако даље. На слици, извршни орган је електромотор са зупчаничким преносом, који покреће кормило.

## Теорија елемената аутоматике и аутоматског управљања
Теорија елемената аутоматике бави се проучавањем рада, метода прорачуна и метода реализације елемената а. који улазе у састав САУ. Теорија аутоматског управљања се бави изучавањем принципа пројектовања, прорачуна и извођења САУ као цјелине.
При раду САУ његови елементи су нормално у временски промјењивим режимима. Због тога понашање САУ зависи од динамичких карактеристика. С аспекта теорије није важно какви се физички процеси одвијају у елементима, већ су важне њихове динамичке особине.
Сваки аутоматски систем се може представити структурном шемом система, у којој су стварни елементи замијењени основним динамичким, са означеним везама и смјером тока сигнала. Са шемама се може извршити анализа понашања реалног система прије стварне конструкције. За аналитичко испитивање понашања САУ потребно је поставити његову диференцијалну једначину и ријешити је налажењем општег интеграла. Затим се одређују почетни услови и наћи зависност излазне величине од улазне преко прелазне карактеристике (енгл. transfer characteristic). То је често тежак проблем, посебно за сложене системе. Ово се може знатно олакшати кориштењем Лапласових трансформација, којима се диференцијалне једначине претварају у алгебарске, преко таблице честих случајева. Лапласове трансформације и преносне (преносне) функције (transfer function) омогућују знатно поједностављен начин налажења карактеристика аутоматског система, за случајеве који се често срећу у пракси.

## Пријеносна (преносна) функција
Пријеносна функција система или елемента система представља однос Лапласове трансформације излазне величине наспрам Лапласове трансформације улазне величине при нултим почетним условима. Она у потпуности одређује динамичке промјене излазне величине у односу на улазну. С тиме, оне се користе за тестирање карактеристика система и прије стварне конструкције.
У зависности од тога да ли излазне величине преко повратне спреге дјелују на улазну величину, разликујемо затворено коло (дјелује повратна спрега) и отворено коло САУ.
На основи система преносних функција развијене су практичне теоријске и експерименталне методе за испитивање карактеристика система као што су стабилност. За одређивање стабилности користе се Никвистов критеријум стабилности и Бодеов критеријум стабилности, критеријум геометријског мјеста корјенова и слично.